# 6-й Новоподмосковный переулок
6-й Новоподмосковный переулок находится в Войковском районе Северного административного округа города Москвы. Расположен между улицей Зои и Александра Космодемьянских и Старопетровским проездом.

## Происхождение названия
Переулок получил своё название 11 ноября 1955 года в связи с примыканием к Новоподмосковной улице (ныне — улица Зои и Александра Космодемьянских), с близостью к железнодорожной станции Подмосковная и дачному посёлку Подмосковный (ныне не существует).

## Транспорт
Переулок имеет по одной полосе для движения в каждом направлении. Общественный транспорт по переулку не ходит. По соседней улице Зои и Александра Космодемьянских ходят трамваи № 23, 27 и автобусы № 204, 114. В 1,1 км к западу от переулка расположена станция метро «Войковская» Замоскворецкой линии.

## Здания и сооружения
Переулок застроен преимущественно жилыми домами. По адресу 6-й Новоподмосковный переулок, дом 5а расположен храм Святых Царственных Страстотерпцев.